# Loïew
Loïew (en biélorusse : Лоеў ; en łacinka : Łojeŭ) ou Loïev (en russe : Лоев) est une commune urbaine de la voblast de Homiel ou oblast de Gomel, en Biélorussie, et le centre administratif du raïon de Loïew. Sa population s'élevait à 6 739 habitants en 2017.

## Géographie
Loïew est située dans le sud de la voblast, sur la rive droite du Dniepr à son confluent avec la Soj, à une altitude de 120 m. La commune se trouve à 45 km au sud-ouest de Retchytsa et à 97 km au sud de Gomel, la capitale de l'oblast. Bien que située à la frontière ukrainienne, Loïew ne possède aucune liaison routière ou ferroviaire directe vers ce pays faute de pont sur le fleuve.

## Histoire
Loïew a une histoire très ancienne, elle a été un lieu habité par les Drégovitches, une des tribus slaves à l'origine de la Biélorussie. La première mention écrite remonte à l'année 1505. Le 31 juillet 1649, durant le soulèvement de Khmelnytsky, eut lieu à Loïew une bataille entre les troupes cosaques révoltées et les forces polono-lituaniennes, qui l'emportèrent. Loïew fut annexée à l'Empire russe à l'occasion du Deuxième Partage de la Pologne, en 1793. En 1897, Loïew faisait partie de la Zone de résidence obligatoire des sujets juifs de l'Empire et comptait une communauté juive de 2 150 personnes, soit 46 % de la population totale.
Loïew fut incorporée à la République socialiste soviétique de Biélorussie en 1926 et accéda au statut de commune urbaine en 1938. Du mois d'août 1941 au mois d'octobre 1943, Loïew fut occupée par l'Allemagne nazie, période durant laquelle sa communauté juive fut quasiment anéantie. De 1962 à 1966, elle fit partie du raïon de Retchytsa et redevint ensuite le centre d'un raion autonome. Bien qu'assez proche de Tchernobyl, Loïew souffrit moins que beaucoup d'autres régions biélorusses de la catastrophe de 1986.

## Population
Recensements (*) ou estimations de la population :
| 1897* | 1923* | 1926* | 1959* | 1970* | 1979* | 1989* |
| ----- | ----- | ----- | ----- | ----- | ----- | ----- |
| 4 069 | 4 173 | 4 112 | 4 667 | 4 733 | 6 298 | 7 644 |

| 2009* | 2012  | 2013  | 2014  | 2015  | 2016  | 2017  |
| ----- | ----- | ----- | ----- | ----- | ----- | ----- |
| 7 022 | 6 820 | 6 717 | 6 789 | 6 793 | 6 733 | 6 739 |